# Pepe (canción)
«Pepe» es el sencillo debut del grupo de pop mexicano Jeans, fue publicado el 26 de agosto de 1995 en la radio nacional. 
Este primer sencillo logró estar más de 6 semanas en primer lugar de los rankings musicales de la radio mexicana, además de triunfar en Latinoamérica en 1995 y se mantuvo en las listas de popularidad hasta mediados de 1996.
La letra se dice que fue inspirada en el novio de Paty Sirvent. Se reveló que el nombre del novio era "José Diaz V" con quien tuvo situaciones derivadas al continuo gusto por videojuegos , cómics y deportes.

## Otros usos y versiones
- El tema fue vuelto a grabar por el grupo en su álbum recopilatorio en vivo, Dejavu en 2015, usando una nueva mezcla en la música, esto en voz de Angie, Regina, Karla y Melissa actules integrantes del grupo (ahora denominado JNS) a dueto con Litzy, integrante e intérprete original del grupo y tema.

- Pepe junto a Enferma de amor, Me pongo mis jeans y Estoy por él, forman parte del musical mexicano Verdad o reto, estrenado en 2016, basado en canciones populares de los años 90 en México, igualmente uno de los personajes de la obra lleva el nombre de Pepe en honor a esta canción.

- Datos: Q5797308